# 宋景毅
宋景毅（1913年—1985年3月15日），男，直隶（今河北）深泽县西古罗乡北冶庄头村人，中华人民共和国政治人物，曾任中共天津市委书记处书记、天津市人民委员会副市长。

## 生平
1926年加入中国共产主义青年团。1928年转入中国共产党。曾任中共深泽县立师范学校党支部书记、县团委书记、县委书记。
抗战时，先后任深泽、无极县、霸县县长、县委书记，冀中军区第六军分区游击总队政治部主任，冀中行署粮食科科长等职。
解放战争时期，任冀中行署财政厅厅长、行署秘书长。1949年1月天津解放后，任天津市财政局长、市财经委副主任、市建委主任、天津市人民委员会副秘书长。1956年任天津市副市长、常务副市长、市政府党组副书记、市委书记处书记等职。